# Мост Плаза
Мост Плаза, англ. Plaza Bridge — автодорожный железобетонный арочный мост через канал Ридо в Оттаве, Канада. Пересекает канал непосредственно перед шлюзами, где он впадает в реку Оттава. Соединяет Веллингтон-стрит и Элгин-стрит на западе с Ридо-стрит на востоке. На востоке к мосту примыкает гранд-отель Шато-Лорье, а на западе — Парламентский холм. Это самый северный из мостов через канал. Непосредственно к югу от него находится мост Макензи-Кинг.
Мост состоит из 3-х пролётов. Западный пролёт расположен над шоссе, проходящим по западному берегу канала, центральный — над каналом, а восточный проходит над бывшим железнодорожным тоннелем вдоль восточного берега канала.

## История

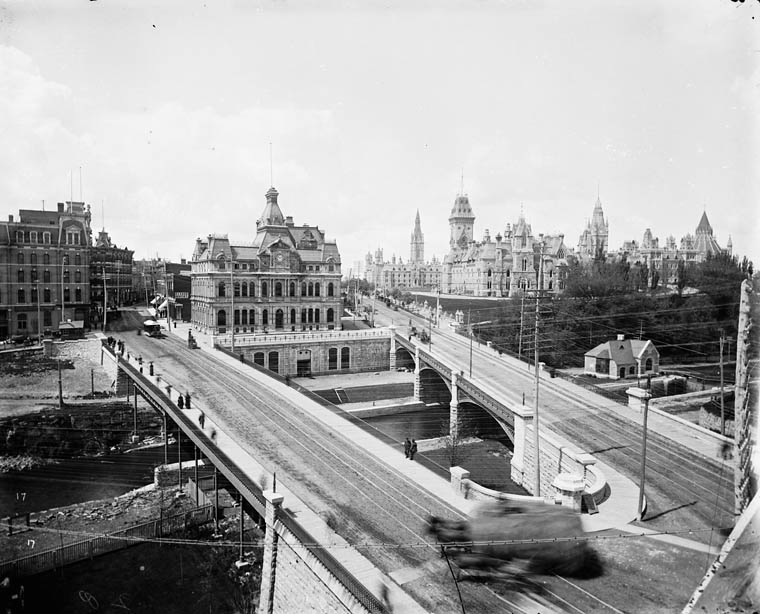
Мост сапёров и мост Дафферина около 1890 г.

В 1827—1912 годах на месте моста Плаза находился Мост сапёров. В 1870-х почти параллельно ему был сооружён Мост Дафферина. В 1912 году оба были снесены, чтобы расширить Площадь конфедерации. В декабре 1912 года на их месте был открыт Мост Плаза.
На месте современного Национального военного мемориала изначально находилось несколько зданий, в том числе гостиница «Рассел» и первое здание городского муниципалитета. В рамках мероприятий по сооружению площади, на которой должен был располагаться мемориал, два моста были объединены, а пространство между ними заполнено — в результате новый мост сужается от запада к востоку. Элгин-стрит изменила направление и стала проходить вокруг Кенотафа, движение на юг города — вдоль западной стороны площади, а движение на север — вдоль южного моста. 
В 1990-х мост был реконструирован, был добавлен дополнительный ход к каналу по лестнице там, где ранее был промежуток между двумя прежними мостами.